# کینی نشنال
کینی نشنال (انگلیسی: Kinney National) شرکت خوشه‌ای رسانه‌ای آمریکایی است، که در سال ۱۹۶۶ توسط استیون جی راس تأسیس شد.